# Psylliodes leonhardi
Psylliodes leonhardi es una especie de insecto coleóptero de la familia Chrysomelidae.
Fue descrita científicamente en 1926 por Heikertinger.